# Boschgeest
Boschgeest is een wijk in Voorschoten. De wijk wordt aan de noordkant begrensd door de Bloemwijk, aan de oostkant door de Veurseweg, aan de zuidkant door open weilanden en aan de westkant door de spoorlijn Leiden - Den Haag.
Boschgeest heeft de oudste sporen van bewoning in Voorschoten, aangezien bodemvondsten aantonen dat reeds 2000 jaar voor Christus hier een nederzetting bestond van veehoudende vissers/jagers.
De huidige wijk werd aangelegd in de jaren vijftig, zestig en zeventig van de twintigste eeuw. In de wijk zijn de Moeder Godskerk en de British School in the Netherlands beeldbepalende gebouwen.

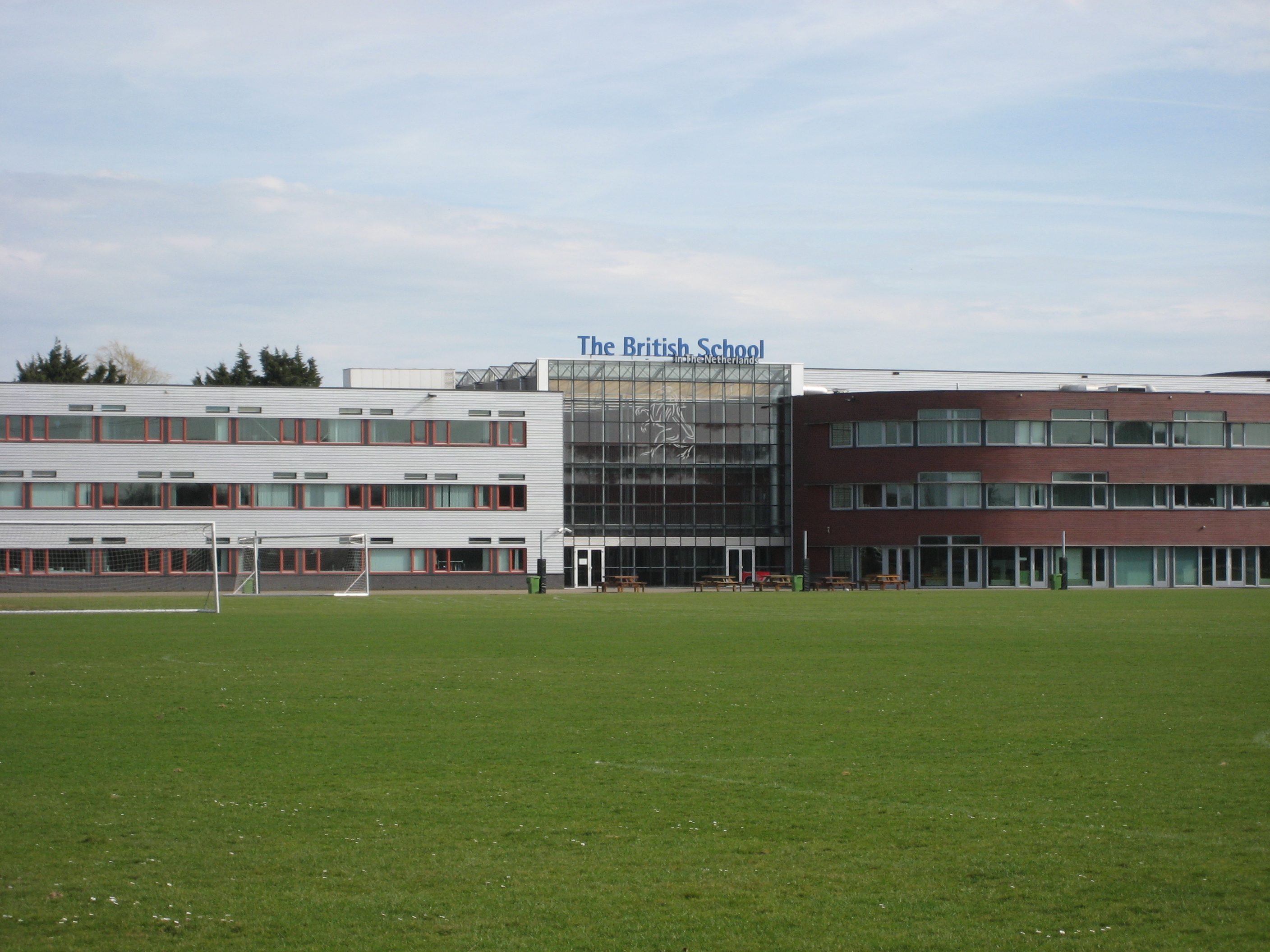
British School in the Netherlands
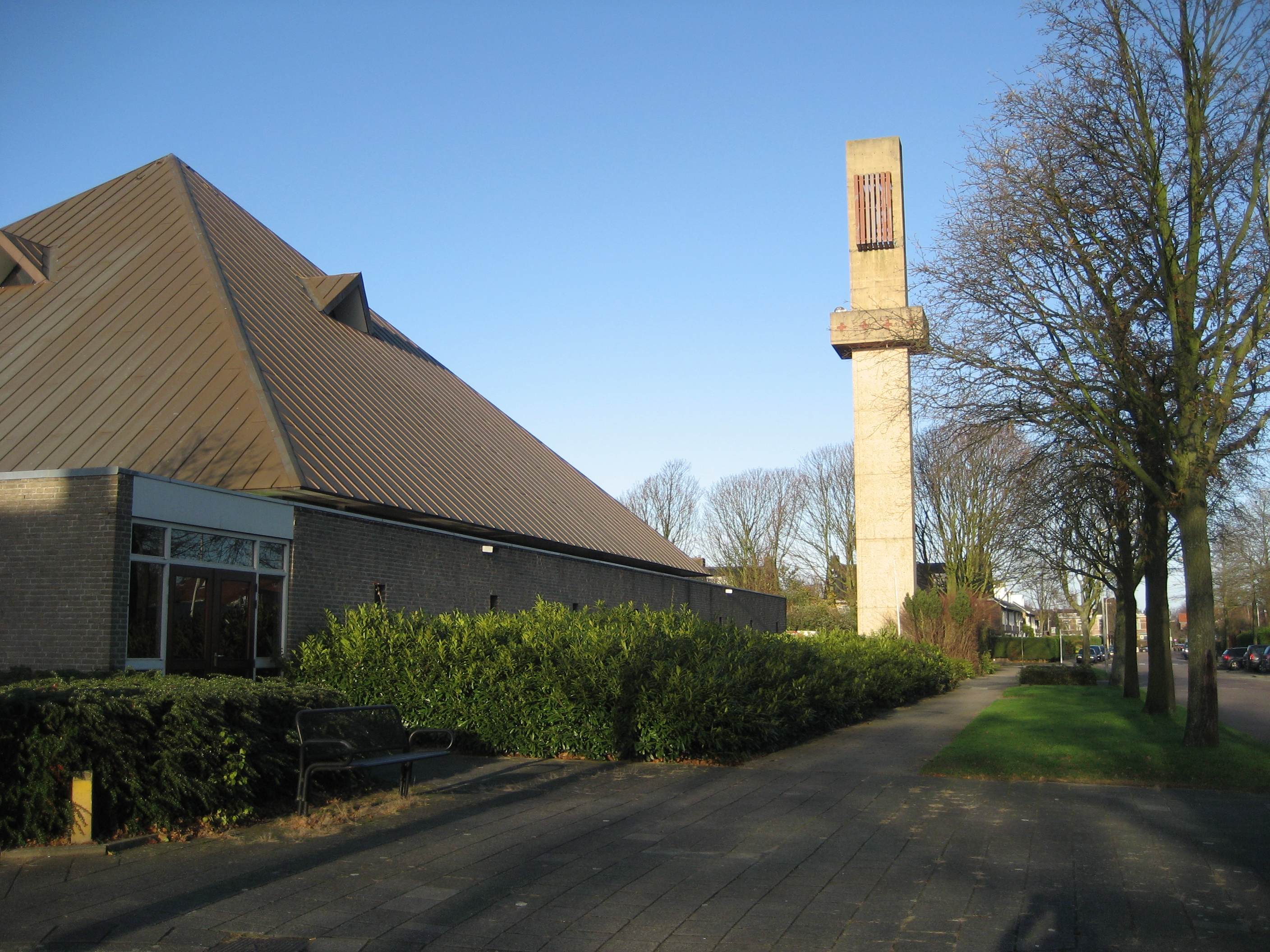
Moeder Godskerk (architect Harry Nefkens)